# Jack Guest
John Schofield Guest, detto Jack (Montréal, 28 marzo 1906 – Toronto, 12 giugno 1972), è stato un canottiere canadese.

## Palmarès

### Olimpiadi
- 1 medaglia:
  - 1 argento (Amsterdam 1928 nel due di coppia)